# Herbarium Pedemontanum
Herbarium Pedemontanum (abreviado Herb. Pedem.) es un libro ilustrado con descripciones botánicas que fue escrito por el botánico pteridólogo italiano, Luigi Aloysius Colla. Fue publicado en 8 volúmenes en los años 1833-1837, con el nombre de Herbarium Pedemontanum juxta Methodum Naturalem Dispositum Additis.

## Publicación
- Volumen n.º 1, 1833;
- Volumen n.º 2, 1834;
- Volumen n.º 3, 1834
- Volumen n.º 4, 1835;
- Volumen n.º 5, 1836;
- Volumen n.º 6, 1836;
- Volumen n.º 7, 1837;
- Volumen n.º 8, 1837